# Adam Joseph Maida
Adam Joseph Maida (East Vandergrift, Pensilvânia, 18 de março de 1930) é um cardeal estadunidense e arcebispo-emérito de Detroit.

## Biografia
De família polonesa-americana, ele foi o primeiro de três filhos de Adam Maida, que veio de uma área rural perto de Varsóvia, e de Sophie Cieslak, nascida nos Estados Unidos. Um de seus irmãos, Thaddeus, também foi ordenado padre incardinado na diocese de Pittsburgh.
Estudou no St. Vincent's College, Latrobe e na St. Mary's University, Baltimore. Depois, na Pontifícia Universidade Lateranense de Roma, onde obteve as licenciaturas em teologia e direito canônico; e na Duquesne University de Pittsburgh, onde obteve o doutorado em direito civil.
Em 26 de maio de 1956 foi ordenado padre, na Catedral de São Paulo, em Pittsburgh, por John Dearden, bispo de Pittsburgh. Continuou seus estudos em Roma até 1960, quando passou ao seu trabalho paroquial na Diocese de Pittsburgh. Entre 1971 e 1983, foi membro do corpo docente da Duquesne University.
Foi eleito bispo de Green Bay em 7 de novembro de 1983, sendo consagrado em 25 de janeiro de 1984, na catedral de São Francisco Xavier, em Green Bay, por Pio Laghi, arcebispo-titular de Mauriana, delegado apostólico nos Estados Unidos da América, assistido por Aloysius John Wycislo, bispo-emérito de Green Bay, e por Vincent Martin Leonard, bispo-emérito de Pittsburgh. Em 28 de abril de 1990, foi promovido à Sé Metropolitana de Detroit.
Em 30 de outubro de 1994, foi anunciada a sua criação como cardeal e no Consistório de 26 de novembro foi criado cardeal-presbítero, recebendo o barrete vermelho e o título de Santos Vital, Valéria, Gervásio e Protásio. Foi nomeado legado papal ao 19º Congresso Mariano Internacional, ocorrido em Czestochowa, na Polônia. Com a ereção da missão sui iuris das Ilhas Cayman em 14 de julho de 2000, foi nomeado seu superior eclesiástico. Em 5 de janeiro de 2009, o Papa Bento XVI aceitou sua renúncia do governo pastoral da arquidiocese em conformidade com o cânon 401 § 1 do Código de Direito Canônico. Foi administrador apostólico da arquidiocese até a posse de seu sucessor em 28 de janeiro do mesmo ano. 

## Conclaves
- Conclave de 2005 - participou do conclave de 18 a 19 de abril de 2005, que elegeu Joseph Ratzinger como Papa Bento XVI.
- Conclave de 2013 - não participou da eleição de Jorge Mario Bergoglio como Papa Francisco, pois perdeu o direito ao voto em 18 de março de 2010.